# Stanisław Bareja

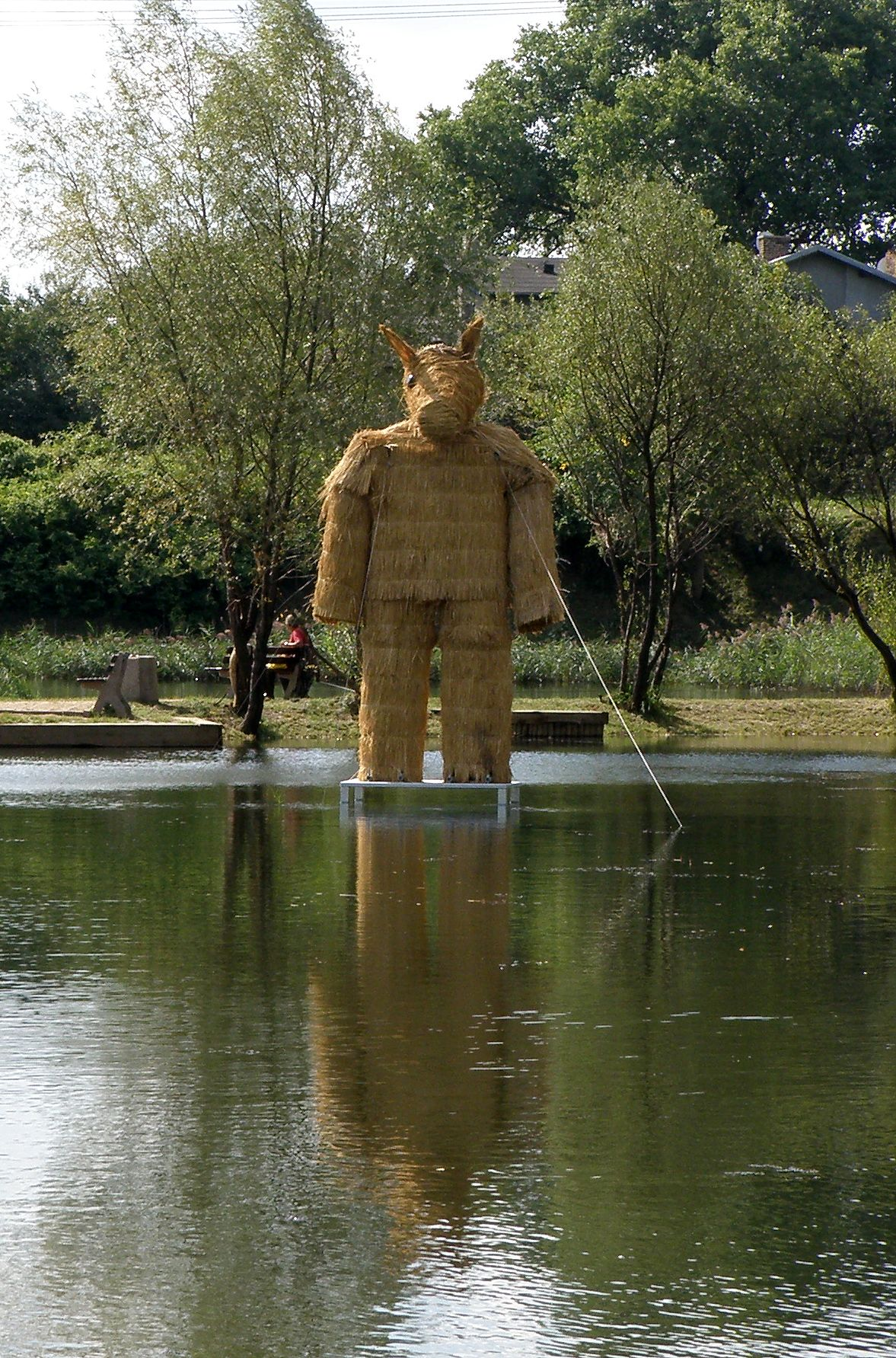
Replika Misia z filmu Miś, postawiona w 2011 na warszawskim Bemowie

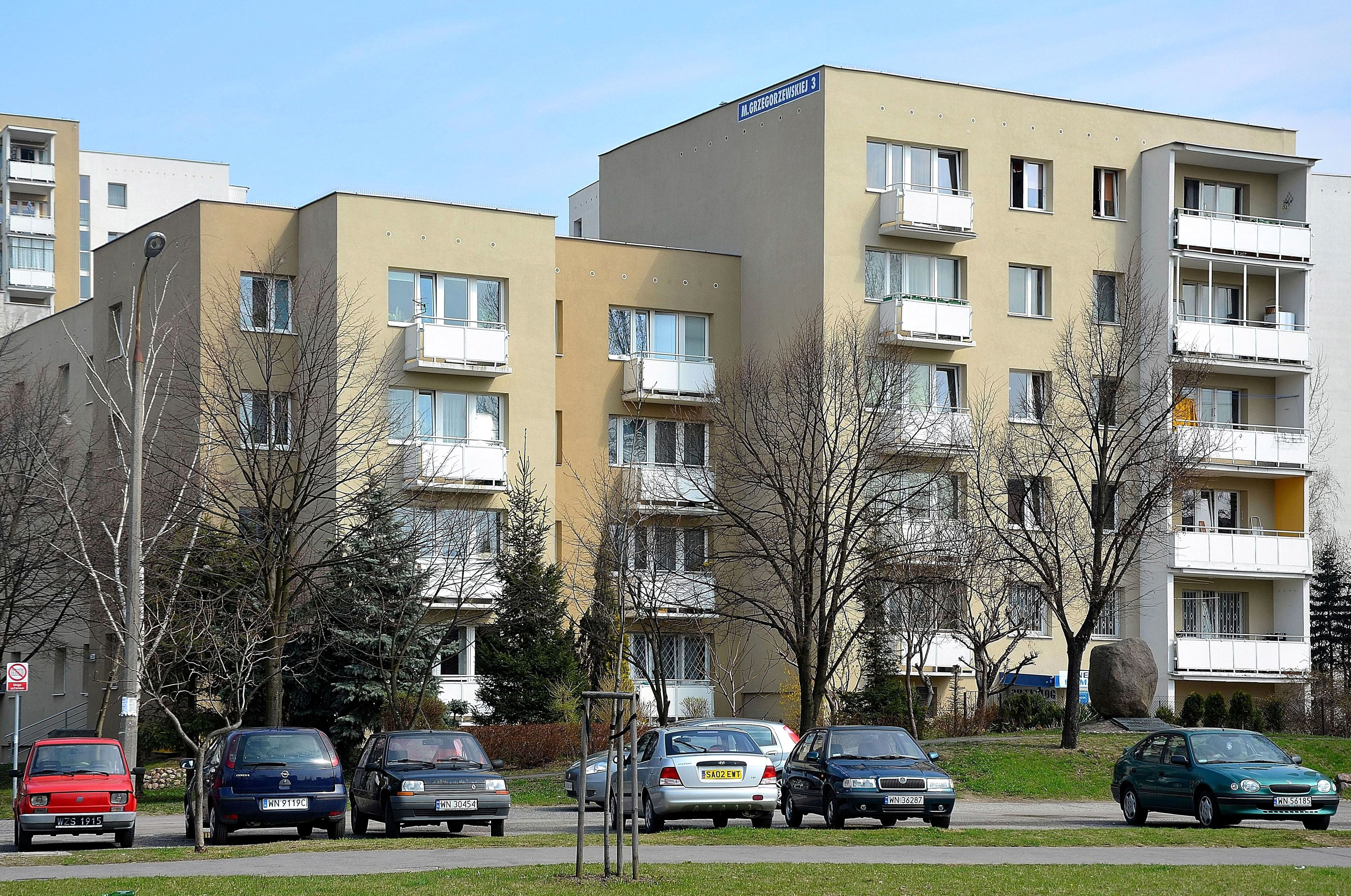
Blok przy ulicy Grzegorzewskiej 3 na Ursynowie, przy którym kręcono zdjęcia do serialu Alternatywy 4

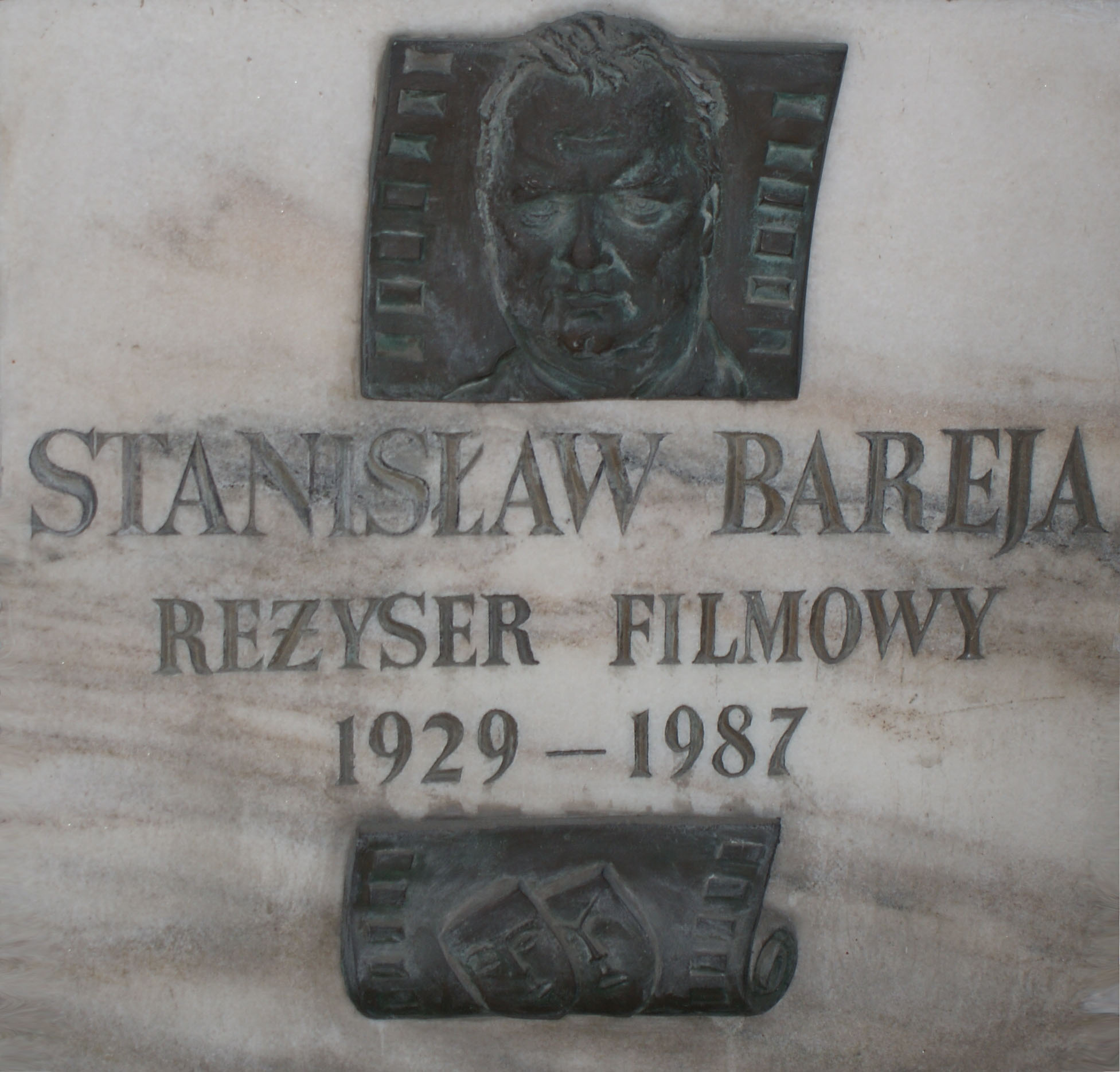
Tablica nagrobkowa Stanisława Barei na Cmentarzu Czerniakowskim w Warszawie

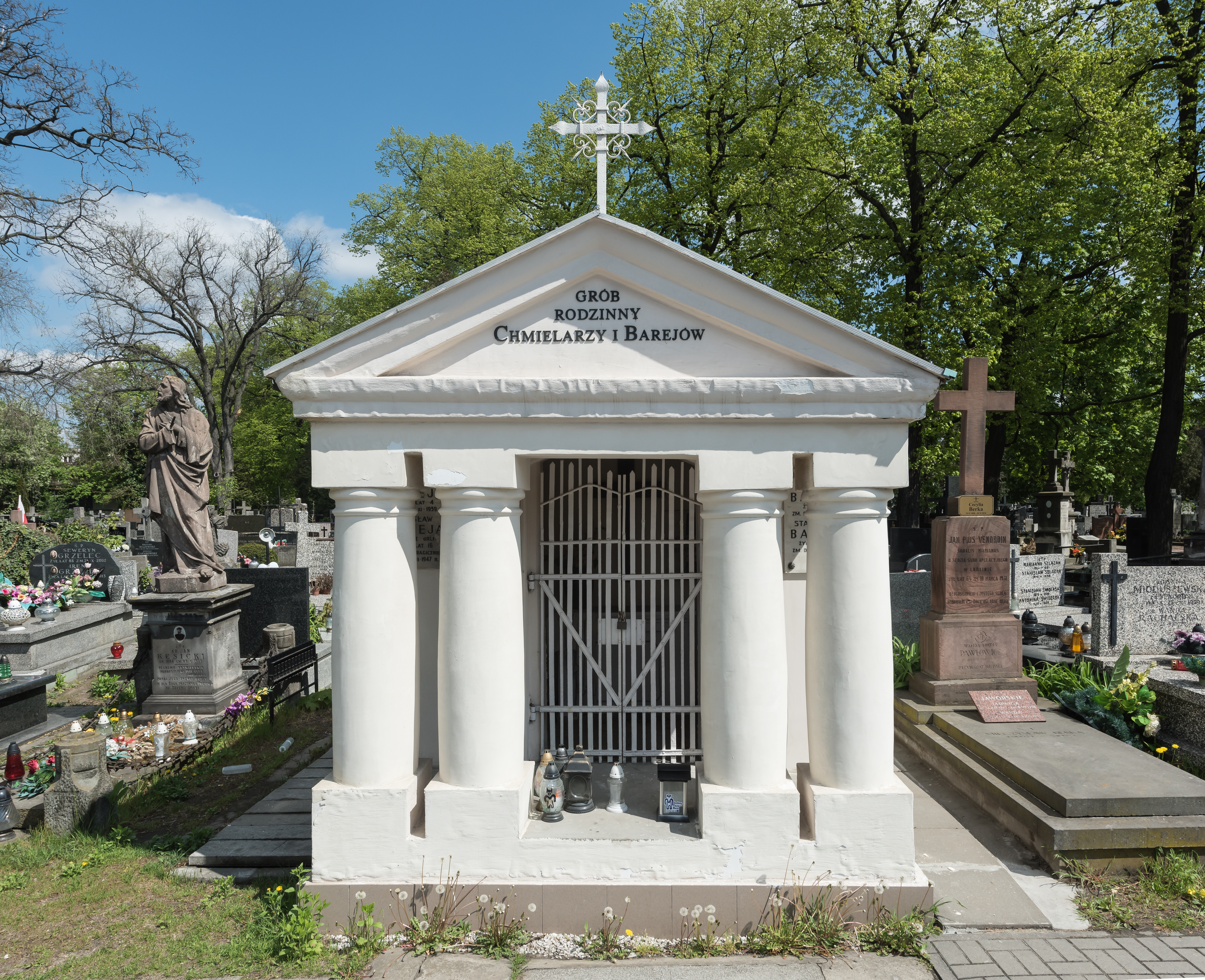
Grób rodzinny Chmielarzy i Barejów na cmentarzu Czerniakowskim w Warszawie, w którym jest pochowany Stanisław Bareja

Stanisław Sylwester Bareja (ur. 5 grudnia 1929 w Warszawie, zm. 14 czerwca 1987 w Essen) – polski reżyser, scenarzysta filmowy i aktor.

## Życiorys

### Młodość i wykształcenie
Urodził się w Warszawie jako pierwsze z trojga dzieci Sylwestra Kazimierza (1902–1983) i Stanisławy z domu Chmielarz (1910–2001). Ojciec, podobnie jak dziadek ze strony ojca, prowadził firmę wędliniarską na warszawskim Mokotowie. Po wojnie, w 1946 roku, rodzina Barejów przeprowadziła się do Jeleniej Góry, gdzie ojciec najpierw założył własny zakład wędliniarski, a później, z powodu zwalczania przez państwo prywatnej przedsiębiorczości, trafił do Państwowych Zakładów Przetwórstwa Mięsnego jako kierownik „kolumny uboju”. Wątki dotyczące mięsa, a szczególnie wędlin, często pojawiają się w filmach Barei, przykładowo w Misiu będące rekwizytem parówki przygotowane zostały według przedwojennych przepisów.
Po wojnie, w czasie pobytu w Warszawie, Stanisław Bareja ukończył Gimnazjum im. Tadeusza Reytana i w 1946 roku uzyskał w nim tzw. małą maturę. Od 1947 roku mieszkał w Jeleniej Górze, gdzie uczęszczał do I Liceum Ogólnokształcącego im. Stefana Żeromskiego, które ukończył w 1949 roku. W tym czasie prowadził dziennik, w którym zapisywał tytuły przeczytanych książek oraz obejrzanych spektakli i filmów, przy których dopisywał czasami własne oceny. W roku ukończenia liceum podjął studia w Państwowej Wyższej Szkole Filmowej w Łodzi na Wydziale Reżyserii. Na studiach należał do nieformalnej grupy przyjaciół określanej „Kolektywem”, do której należeli również Jan Łomnicki, Janusz Weychert, Janusz Morgenstern, Lech Lorentowicz i Kazimierz Kutz. W „Kolektywie” dzielili się ze sobą literaturą, w tym niedostępną w oficjalnym obiegu, i wspólnie oglądali filmy, które nie były dostępne w kinach. Studia ukończył w 1954, lecz nie złożył egzaminu końcowego. Zaraz po studiach był asystentem reżysera Jana Rybkowskiego, grywał epizodyczne role w filmach i tworzył także krótkie filmy reklamowe. Na planie filmu Rybkowskiego Godziny nadziei poznał kilku aktorów, którzy później grali w jego filmach – Bronisława Pawlika, Mieczysława Czechowicza, Cezarego Julskiego i Jana Kobuszewskiego.
W 1958 przedstawił jako film dyplomowy etiudę pod tytułem Gorejące czapki, jednak film ten nie został przyjęty, wskutek czego Barei nie zaliczono pracy dyplomowej. Film był zrealizowany w Zespole Filmowym „Rytm” pod opieką Rybkowskiego, a jego odrzucenie wynikało z treści, a nie walorów artystycznych. Bareja w etiudzie przedstawił satyrę na relacje między urzędnikiem Ministerstwa Bezpieczeństwa i kierownictwem jednej ze spółdzielni spożywców. Tytuł magistra sztuki uzyskał 24 kwietnia 1974 po przedstawieniu nakręconego w 1960 roku filmu dyplomowego Mąż swojej żony i złożeniu egzaminu magisterskiego z wynikiem dobrym. Promotorem liczącej 17 stron pracy dyplomowej pod tytułem Zagadnienia realizacji filmów z ukrytej kamery, stanowiących część telewizyjnych programów rozrywkowych był Janusz Morgenstern.

### Twórczość filmowa
Mąż swojej żony był debiutem reżyserskim Barei. Komedia ta miała oficjalną premierę 4 kwietnia 1961. Bareja tworzył przede wszystkim komedie, poza tym kryminały i komedie z elementami kryminału. Poza debiutem jego komediowy styl był do śmierci reżysera krytykowany, jednak jego filmy były jednymi z najpopularniejszych w Polsce. Mąż swojej żony zajął trzecie miejsce pod względem oglądalności w roku 1961, Poszukiwany, poszukiwana piąte miejsce w roku 1973, podobnie Miś zajął piąte miejsce w 1981 roku. Żona dla Australijczyka w 1965 roku zajmowała 17. miejsce pod względem największych „wpływów dewizowych” spośród polskich filmów wyprodukowanych po wojnie, ale jedynym wyróżnionym za życia Barei filmem był Poszukiwany, poszukiwana, który zdobył nagrodę na festiwalu Queens Council of the Arts odbywającym się w Nowym Jorku. Był również twórcą i współtwórcą kilku seriali telewizyjnych. Zaczynał od tworzenia scenariuszy do pierwszego polskiego serialu Barbara i Jan, po którym w latach 1965–1966 reżyserował serial kryminalny Kapitan Sowa na tropie. Wzorem Alfreda Hitchcocka, pojawiał się w swoich filmach, grając epizodyczne role.
Jego żona, Hanna Kotkowska-Bareja, absolwentka historii sztuki, opowiedziała mu historię ze swojego miejsca pracy, co przyczyniło się do powstania filmu Poszukiwany, poszukiwana. Była to jego pierwsza komedia, w której zerwał zarówno z przedwojenną stylistyką, jak i pierwsza, dla której scenariusz tworzył sam lub pod wpływem zaprzyjaźnionych artystów dostrzegających absurdy rzeczywistości PRL. Wpływ na Bareję od początku lat 70. mieli Jacek Fedorowicz, Jerzy Dobrowolski i Stanisław Tym. Z Fedorowiczem scenariusze do filmów i programów telewizyjnych tworzył już w latach 60., ale 10 z nich nie doczekało się realizacji.

### Działalność opozycyjna
Od lat 70. angażował się w działalność środowiska konspiracyjnej opozycji. W 1977 roku do działań poza krytyką ustroju w filmach przyczynił się Stanisław Tym, który w Paryżu w wydawnictwie „Kultura” otrzymał ponad 100 książek. Razem, wracając z planu filmowego Co mi zrobisz, jak mnie złapiesz, przemycili je do Polski w zasobniku na transport materiałów filmowych. W tym samym roku Bareja związał się z KOR-em. Należał też do NSZZ „Solidarność”. Po wypadku samochodowym w lipcu 1980 zmienił plany i zamiast do Grecji pojechał na Węgry. Przed powrotem odwiedził Wiedeń, gdzie przez 4 dni uczył się obsługiwania powielacza przeznaczonego dla Niezależnej Oficyny Wydawniczej NOWA, który wwiózł do Polski na dachu fiata 126p. Przez dziesięć lat w piwnicy jego domu Tomasz Michalak wykonywał matryce dla NOWEJ, a także do trzech pierwszych numerów „Tygodnika Mazowsze”. W jego mieszkaniu w 1982 roku kilkakrotnie odbywały się spotkania Regionalnego Komitetu Wykonawczego NSZZ „Solidarność” Region Mazowsze. Pomagał będącemu na tych spotkaniach, najdłużej ukrywającemu się opozycjoniście PRL Zbigniewowi Bujakowi oraz Zbigniewowi Romaszewskiemu, obu sugerując zmianę wyglądu.

### Śmierć
Od początku czerwca 1987 przebywał na stypendium przy Muzeum Folkwang w Essen. 11 czerwca rano wystąpił u niego udar mózgu spowodowany wylewem krwi, który był przyczyną zgonu. 14 czerwca zmarł w miejskim szpitalu St. Josef Krankenhaus Essen-Werden. Urna z jego prochami została złożona na cmentarzu Czerniakowskim w Warszawie.

## Filmografia
W czasie studiów nakręcił etiudy Drugie sumienie (1953), Gorejące czapki oraz współpracował z Januszem Weychertem przy realizacji etiudy Worek węgla. Według Weycherta w czasie studiów stworzył też kilkanaście niezrealizowanych scenariuszy. Tworzył także scenariusze do filmów dokumentalnych dla Muzeum Folkwang w Essen.

### Reżyser
- Trochę słońca (krótkometrażowy, 1958)
- Mąż swojej żony (1960)
- Dotknięcie nocy (1961)
- Żona dla Australijczyka (1963)
- Kapitan Sowa na tropie (1965)
- Małżeństwo z rozsądku (1966)
- Przygoda z piosenką (1968)
- Poszukiwany, poszukiwana (1972)
- Nie ma róży bez ognia (1974)
- Niespotykanie spokojny człowiek (1975)
- Brunet wieczorową porą (1976)
- Co mi zrobisz, jak mnie złapiesz (1978)
- Miś (1980)
- Alternatywy 4 (1983)
- Zmiennicy (1986)

Źródło.

### Scenarzysta
- Mąż swojej żony (1960, razem z Jerzym Jurandotem)
- Barbara i Jan (1964, razem z Jerzym Ziarnikiem – odc. 2 „Główna wygrana”, 4 „Oszustka”, 6 „Kłopotliwa nagroda”[21])
- Przygoda z piosenką (1968, razem z Jerzym Jurandotem)
- Poszukiwany, poszukiwana (1972, razem z Jackiem Fedorowiczem)
- Nie ma róży bez ognia (1974, razem z Jackiem Fedorowiczem)
- Brunet wieczorową porą (1976, razem ze Stanisławem Tymem podpisanym pod pseudonimem Andrzej Kill[42])
- Co mi zrobisz, jak mnie złapiesz (1978, razem ze Stanisławem Tymem)
- Miś (1980, razem ze Stanisławem Tymem)
- Alternatywy 4 (1983, razem z Januszem Płońskim i Maciejem Rybińskim)
- Zmiennicy (1986, razem z Jackiem Janczarskim)

Źródło.

#### Scenariusze niezrealizowane
- Czy to jest miłość (1963, razem z Zofią Bystrzycką)
- Dama do bicia (ok. 1965, razem z Jerzym Skolimowskim)
- XYZ (1966, razem z Jackiem Fedorowiczem)
- Nasz człowiek w Warszawie (1967, razem z Jackiem Fedorowiczem)
- Żaba w śmietanie (1969-1970, razem z Jackiem Fedorowiczem)
- Napad (1971, razem z Ryszardem Berem)
- Tu Telewizja Warszawa w programie 5 (1972, razem z Jackiem Fedorowiczem, scenariusz programu rozrywkowego)
- Idziemy w Polskę...! (1973, razem z Jackiem Fedorowiczem, scenariusz programu typu ukryta kamera)
- p.o. kapitana (1973, razem z Jackiem Fedorowiczem)
- Zagubiona przesyłka (ok. 1974, razem z Jackiem Fedorowiczem)
- Tor przeszkód – opowieść z życia wyższych sfer (ok. 1974, razem z Jackiem Fedorowiczem)
- Obywatel Monte Christo (1975, razem z Jackiem Fedorowiczem)
- Trójka do bicia (1977, razem z Jackiem Fedorowiczem)
- Joker (1978, razem ze Stanisławem Tymem)
- Złoto z nieba (1981)
- Kilometr za horyzontem (1987)

Źródła.

### Role aktorskie
- Trzy starty (1955) jako kolarz w Noweli kolarskiej
- Nikodem Dyzma (1956) jako kamerdyner Kunickiego
- Szkice węglem (1956) jako Jasiek, lokaj u dziedziców Skorabiewskich
- Zimowy zmierzch (1956) jako pomocnik maszynisty Malinowskiego
- Eroica: Symfonia bohaterska w dwóch częściach (1957) jako powstaniec w odc. 1 „Scherzo alla Polacca”
- Kapelusz pana Anatola (1957) jako konduktor w autobusie
- Miasteczko (1958) jako pan młody, mąż Magdy Sobczakówny
- Orzeł (1958) jako kucharz Wiśniewski
- Inspekcja pana Anatola (1959) jako fotograf w Paryżewie
- Gangsterzy i filantropi (1962) jako gość w restauracji jedzący golonkę w odc. 2 „Alkoholomierz”
- Kapitan Sowa na tropie (1965) jako mężczyzna przy skrzynce pocztowej
- Małżeństwo z rozsądku (1966) jako mężczyzna kupujący marynarkę
- Przygoda z piosenką (1968) jako przechodzień w Paryżu
- Poszukiwany, poszukiwana (1972) jako mężczyzna goniący samochód Rochowicza
- Brunet wieczorową porą (1976) jako pijaczek
- Lalka (1977) jako Jaś Mincel, syn Jana
- Co mi zrobisz, jak mnie złapiesz (1978) trzy role: jako żona Newtona, mężczyzna spieszący się na Dworzec Centralny oraz majster brygady wieszającej transparent „Uśmiech naszego dziecka premią za trud wychowawcy”
- Rodzina Leśniewskich (1978) jako reżyser filmu Dobranocka w odc. 3 „Demostenes”
- Dom (1980) jako reżyser „Zakazanych piosenek” w odc. 4 „A jeszcze wczoraj było wesele”
- Miś (1980) jako pan Jan, właściciel sklepu w Londynie
- Alternatywy 4 (1983) jako dzielnicowy Parys w odc. 5 „20. stopień zasilania” i 6 „Gołębie”
- Zmiennicy (1986) jako „Krokodylowy” w odc. 2 „Ostatni kurs”, 3 „Dziewczyna do bicia”, 6 „Prasa szczególnej troski” i 7 „Warszawski łącznik”

Źródło.

## Współpraca z aktorami
Stanisław Bareja współpracował regularnie z wieloma aktorami, także z postaciami przewijającymi się w epizodycznych scenkach na drugim planie. Oto lista  „aktorów Barei” – pojawiających się często w jego produkcjach:
| Aktor                 | Mąż swojej żony | Dotknięcie nocy | Żona dla Australijczyka | Kapitan Sowa na tropie | Małżeństwo z rozsądku | Przygoda z piosenką |
| --------------------- | --------------- | --------------- | ----------------------- | ---------------------- | --------------------- | ------------------- |
| Stanisław Bareja      | nie             | nie             | nie                     | tak                    | tak                   | tak                 |
| Mieczysław Czechowicz | tak             | nie             | tak                     | nie                    | nie                   | nie                 |
| Elżbieta Czyżewska    | tak             | nie             | tak                     | tak                    | tak                   | nie                 |
| Wiesław Gołas         | tak             | tak             | tak                     | tak                    | nie                   | nie                 |
| Bohdan Łazuka         | nie             | nie             | nie                     | tak                    | tak                   | tak                 |
| Bronisław Pawlik      | tak             | nie             | nie                     | nie                    | nie                   | nie                 |
| Wojciech Pokora       | tak             | nie             | nie                     | nie                    | tak                   | nie                 |

| Aktor                 | Poszukiwany, poszukiwana | Nie ma róży bez ognia | Brunet wieczorową porą | Co mi zrobisz, jak mnie złapiesz | Miś | Alternatywy 4 | Zmiennicy |
| --------------------- | ------------------------ | --------------------- | ---------------------- | -------------------------------- | --- | ------------- | --------- |
| Stanisław Bareja      | tak                      | nie                   | tak                    | tak                              | tak | tak           | tak       |
| Włodzimierz Bednarski | nie                      | nie                   | nie                    | tak                              | tak | tak           | tak       |
| Stanisława Celińska   | nie                      | tak                   | nie                    | nie                              | nie | tak           | tak       |
| Maria Chwalibóg       | tak                      | tak                   | tak                    | nie                              | nie | nie           | nie       |
| Jerzy Cnota           | nie                      | nie                   | tak                    | tak                              | tak | nie           | nie       |
| Mieczysław Czechowicz | tak                      | tak                   | nie                    | nie                              | nie | nie           | tak       |
| Zofia Czerwińska      | tak                      | nie                   | tak                    | nie                              | tak | tak           | nie       |
| Andrzej Fedorowicz    | nie                      | nie                   | tak                    | tak                              | tak | tak           | nie       |
| Stanisław Gawlik      | nie                      | nie                   | tak                    | tak                              | nie | tak           | tak       |
| Wiesław Gołas         | tak                      | tak                   | tak                    | nie                              | nie | tak           | nie       |
| Mariusz Gorczyński    | nie                      | nie                   | nie                    | tak                              | nie | tak           | tak       |
| Cezary Julski         | nie                      | tak                   | nie                    | nie                              | tak | tak           | tak       |
| Kazimierz Kaczor      | nie                      | tak                   | nie                    | tak                              | nie | tak           | tak       |
| Jan Kobuszewski       | tak                      | tak                   | tak                    | nie                              | nie | tak           | tak       |
| Krzysztof Kowalewski  | nie                      | tak                   | tak                    | tak                              | tak | nie           | tak       |
| Bohdan Łazuka         | tak                      | tak                   | tak                    | nie                              | nie | nie           | nie       |
| Marian Łącz           | nie                      | nie                   | tak                    | tak                              | tak | tak           | nie       |
| Zofia Merle           | nie                      | nie                   | nie                    | tak                              | tak | tak           | tak       |
| Jerzy Moes            | tak                      | tak                   | tak                    | tak                              | nie | nie           | tak       |
| Bronisław Pawlik      | nie                      | tak                   | nie                    | tak                              | tak | tak           | tak       |
| Tadeusz Pluciński     | tak                      | nie                   | tak                    | tak                              | nie | tak           | nie       |
| Wojciech Pokora       | tak                      | tak                   | tak                    | tak                              | tak | tak           | tak       |
| Ryszard Pracz         | nie                      | nie                   | nie                    | tak                              | tak | tak           | tak       |
| Wojciech Siemion      | tak                      | tak                   | nie                    | tak                              | nie | tak           | nie       |
| Zdzisław Szymborski   | nie                      | nie                   | tak                    | tak                              | tak | nie           | tak       |
| Tadeusz Somogi        | nie                      | tak                   | nie                    | tak                              | tak | tak           | tak       |
| Jerzy Turek           | nie                      | nie                   | nie                    | nie                              | tak | tak           | nie       |
| Stanisław Tym         | tak                      | tak                   | nie                    | tak                              | tak | nie           | nie       |
| Wojciech Zagórski     | nie                      | nie                   | tak                    | tak                              | nie | tak           | tak       |

## Ocena dorobku artystycznego
Od końca lat 60. wykorzystywane było w krytyce twórczości Barei pojęcie „bareizmu” wypowiedziane po raz pierwszy w roku 1968 lub 1969 przez Kazimierza Kutza na zebraniu Stowarzyszenia Filmowców Polskich, które miało być wówczas użyte jako synonim filmu, który odnosi sukces komercyjny, ale przeznaczony jest dla niewybrednej widowni. Kutz już wcześniej krytykował filmy reżysera Męża swojej żony, które jego zdaniem były tworzone „pod publiczkę”. Podczas gdy filmy Barei przyciągały sporą publiczność do kin, filmy Kutza były krytykowane. Za pomocą tego złośliwego określenia władze i środowisko filmowe atakowały później Bareję, zarzucając jego twórczości niską jakość, „antysocjalistyczną wymowę, kłamstwa, brudną propagandę i nienawiść do klasy robotniczej”, a termin „bareizm” stał się synonimem kiczu w polskiej kinematografii. Skutkiem tego była niechęć reżyserów do obsadzania w swoich filmach aktorów, którzy wcześniej grali u Barei. W odwecie w scenariuszu (niezrealizowanego filmu) Złoto z nieba z 1981 roku znalazł się dialog, którego fragment brzmi:
– Pan podał inne nazwisko w samolocie, a teraz okazuje się, że w dodatku pisze się pan przez „te”, „zet”?

– Dawniej pisaliśmy się Kloc przez „ce”, ale potem mój brat został reżyserem i zmienił pisownię na Klotz!
Było to nawiązanie do zmiany nazwiska przez Kutza. Postać Kazimierza Klotza pojawia się także w niezrealizowanym scenariuszu „Kilometr za horyzontem”, który był rozbudowaną wersją „Złota z nieba”, a w jednym z odcinków Zmienników według scenopisu epizodycznym bohaterem jest Sebastian Kloc. W podobny sposób Bareja potraktował Bohdana Porębę i założone przez niego współzałożyciela Zjednoczenie Patriotyczne „Grunwald” w serialu Zmiennicy oraz w filmie Poszukiwany, poszukiwana.
Z czasem pojęcie „bareizmy” zaczęło być stosowane jako ogólna nazwa absurdalnych wypowiedzi, haseł, napisów, obwieszczeń i innych tego typu sformułowań budowanych niezręcznie, na bazie nowomowy i języka urzędowego. Pod wpływem ostrej krytyki Bareja zdystansował się od swej twórczości z lat 60.

### Styl filmowy
Konrad Klejsa zauważył, że twórczość filmowa Barei jest konsekwentnie utrzymana w konwencji kina gatunkowego. Przykładowo Dotknięcie nocy stylizowane jest na kino noir, natomiast Żona dla Australijczyka oraz Przygoda z piosenką imitują odpowiednio filmy Busby’ego Berkeleya oraz Stanleya Donena. Jednakże Bareja specjalizował się przede wszystkim w komediach, silnie osadzonych w kulturze kabaretu epoki PRL. Często reżyser uciekał się do slapsticku oraz burleski filmowej, a wielki wpływ na jego twórczość (zwłaszcza z lat 60.) wywarł René Clair.
O ile filmy fabularne Barei z lat 60. i I połowy lat 70. były staranne i realizowane wedle modelu kina przedwojennego, o tyle w późniejszym okresie spotykały się z zarzutem słabości warsztatowej; błędy montażowe w produkcjach z lat 70. i 80. wynikały z niskiego budżetu, cenzorskich cięć, a także ze świadomego zabiegu reżysera. Bareja ograniczał do minimum powtarzanie ujęć, a poza tym unikał upiększania rzeczywistości, co miało miejsce we wcześniejszych jego produkcjach i było zarzutem stawianym mu zwłaszcza po realizacji Żony dla Australijczyka.
Wbrew nieprzychylnej interpretacji wczesnych filmów Barei, Klejsa wskazuje, że już pierwsze komedie reżysera dekonstruowały do pewnego stopnia swój propagandowy wydźwięk. Świadczyć może o tym parodystyczna piosenka o meblościance z Małżeństwa z rozsądku, która jednocześnie promuje wytwór rodzimego przemysłu meblowego i go ośmiesza: „Wszak wiadomo, że te rzeczy się rozlecą”. W komediach z późnych lat 70. i 80. podprogowe przesłanie zostaje wszak zastąpione bezpośrednią demaskacją propagandy komunistycznej, a reżyser ukazuje różne formy kombinatorstwa w postaci „prywatnej inicjatywy”.

Późna faza twórczości Stanisława Barei bywała krytykowana przez lewicę za klasistowski wydźwięk. Historyk literatury Tomasz Żukowski zauważył, że jedyną klasą społeczną pozytywnie ukazaną przez Bareję są inteligenci (Stanisław/Marysia w Poszukiwanym, poszukiwanej, Jan w Nie ma róży bez ognia). Tymczasem zarówno dygnitarze partyjni z komunistycznej nowej elity, jak i przedstawiciele niżej sytuowanych grup społecznych są na równi wyszydzani przez reżysera: 
Jest to pogarda inteligenta dla chamów i prostaków. […] Obraz nowych elit i obraz tak zwanych dołów to dwie strony tego samego medalu. Przechodnie z ulicy, sprzątaczki, panie z biur, ekspedientki, pijani robotnicy – to ten sam gatunek. Ich destrukcyjne działanie jest może ograniczone, ale łączy ich to samo – brak zasad, agresja, chamstwo, egoizm i pogarda dla całej reszty.

## Nagrody i odznaczenia
- Poszukiwany, poszukiwana – nagroda na festiwalu Queens Council of the Arts odbywającym się w Nowym Jorku[20].
- 2008 – Nagroda: Specjalna „Złota Kaczka” 100-lecia Polskiego Kina w kategorii: Reżyser Komediowy Stulecia[66][67][68]
- 21 września 2006 został pośmiertnie odznaczony przez Prezydenta RP Lecha Kaczyńskiego Krzyżem Komandorskim Orderu Odrodzenia Polski[69][66].

## Upamiętnienie

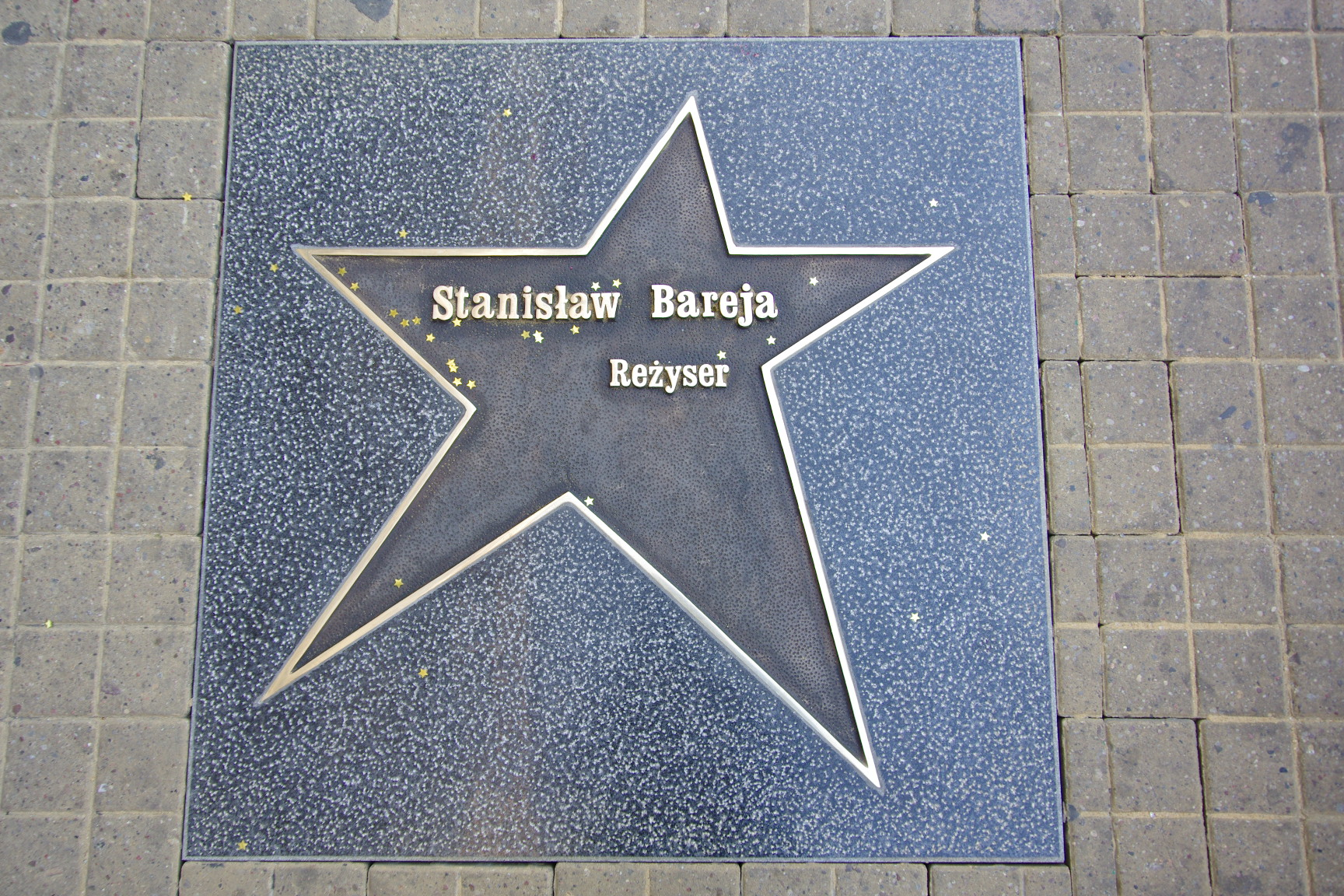
Gwiazda Stanisława Barei znajdująca się w Łódzkiej Alei Sław. Odsłonięta 6 października 2011 roku

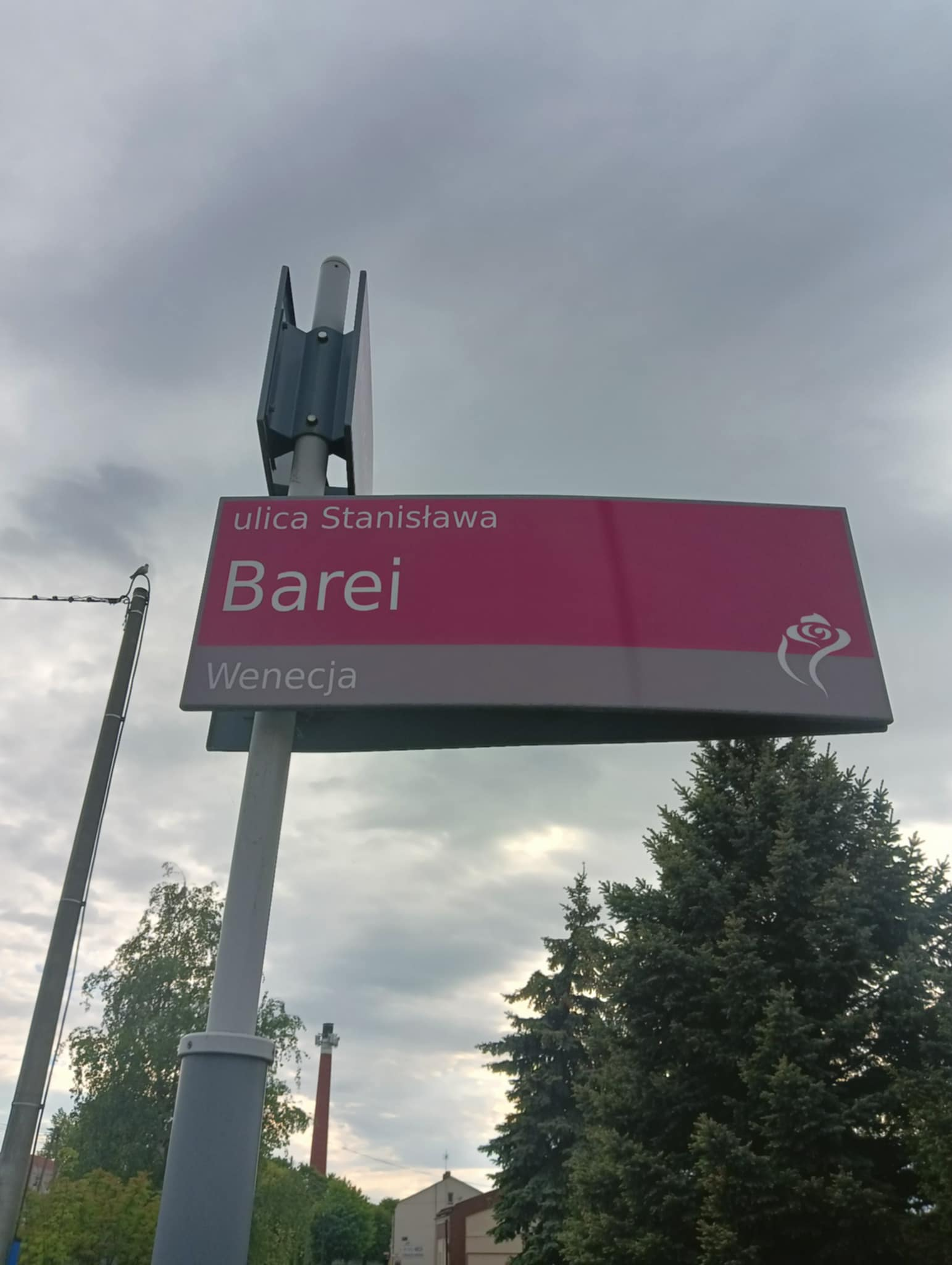
Ulica Stanisława Barei w Kutnie.

Począwszy od 2005 roku ulica w Warszawie łącząca ul. Światowida z Odkrytą (okolice pętli Nowodwory) nosi imię Stanisława Barei. O takie upamiętnienie reżysera zabiegali mieszkańcy Nowodworów z pomocą „Życia Warszawy”.
Od 2012 imię Stanisława Barei nosi tzw. mała obwodnica w Kutnie.
W Krakowie imię Barei nosi charakterystyczne rondo w kształcie elipsy (niebędące rondem ani w myśl inżynierii drogowej, ani też przepisów prawa o ruchu drogowym).
W Katowicach jego imieniem nazwano skwer przed centrum rozrywki Punkt44 z Cinema City przy ul. Gliwickiej 44 w dzielnicy Załęże.
12 listopada 2008 został ogłoszony najlepszym reżyserem komediowym stulecia na gali Złotych Kaczek, przyznawanych przez miesięcznik „Film”.
6 października 2011 roku w Łódzkiej Alei Sław odsłonięto gwiazdę poświęconą Barei. W odsłonięciu uczestniczył między innymi jego syn Jan.